# Hippichthys parvicarinatus
Hippichthys parvicarinatus är en fiskart som först beskrevs av Dawson 1978.  Hippichthys parvicarinatus ingår i släktet Hippichthys och familjen kantnålsfiskar. Inga underarter finns listade i Catalogue of Life.